# Кемці
Кемці (рос. Кемцы) — село в Бологовському районі Тверської області Російської Федерації.
Населення становить 366 осіб. Входить до складу муніципального утворення Кемецьке сільське поселення.

## Історія
Від 2005 року входить до складу муніципального утворення Кемецьке сільське поселення.

## Населення
| 2010 |
| ---- |
| 366  |